# Nagłos absolutny
Nagłos absolutny – pierwsza głoska wyrazu lub zdania, przed którą narządy mowy znajdują się w stanie neutralnym i zostaje przerwana (cisza).